# Церква святих Петра і Павла (Ружани)
Церква Святих Петра і Павла (біл. Царква́ Сьвяты́х Пятра́ і Па́ўла) — чинна церква у Ружанах, збудований на честь святих Петра та Павла, пам'ятка архітектури бароко. Церква є однією з найстаріших на Пружанщині.

## Історія
У 1568 році у Ружанах згадується дерев'яна церква святих Петра та Павла. В 1675 році на її місці збудовано мурований греко-католицький храм, хоча достеменно час передачі церкви ордену василіанів не відомий.
Під час воєн XVII–XVIII століть храм зазнав сильних пошкоджень. Тільки в 1762 році Христина Масальська з Сапегів дістала кошти на його відновлення. Дослідниця історії архітектури Тамара Габрусь вважає, що саме в тому році і був збудований мурований храм, в той час як в 1675 з'євився лише монастир. В 1779 році будівництво було завершено, відбулося освячення.
У 1784–1788 роках пройшла ще одна реконструкція під керівництвом сапезького архітектора Яна Самюеля Бекера. Після цього будівля набула рис бароко, однак початкове планування збереглося.
20 лютого 1834 року василіанський орден було закрито, а після скасування унії в 1839 храм передано православним. Землі та закріплені селяни (56 душ) відійшли на користь держави. Почалося впорядкування церкви за православною традицією, до неї приписали 33 десятим землі з фільварком Молочки; пожертвувані князем Євстахом Сапегом 345 рублів призначалися для відкриття приходської духовної школи, ще 3400 рублів сріблом — на ремонт самої церкви, каплиці та монастирського будинку. У 1840 році митрополит Литовський та Вільнбський Йосип Семашко освятив престол.
В описах церкви ХІХ століття є відомості про коштовності, що були заховані у храмі, — 3 потири стародавньої роботи із золота і срібла, 4 стародавні Євангелія, багата бібліотека й архів.
31 серпня 1875 року церква була пошкоджена пожежею: залишилися лише стіни та частина даху зі стелею над вівтарем. Майже всі образи встигли врятувати, однак деякі ікони було втрачено. На відновлення храму з казни було виділено 2000 рублів сріблом. 5315 церковних рублів сріблом та пожертвовано 2717 рублів сріблом. Ремрнт проводився до 1878 року, після чого церква набула сучасного вигляду. Увесь цей час богослужіння проводилися у воскресенській церкві на кладовищі.
З початком Першої світової війни церковне начиння було евакуйовано у Росію разом зі священиком церкви Іларіоном Дядевичем. Незважаючи на це, церква продовжувала діяльність, хоча з приходом німців була зруйнована огорожа, знищена частина церковних книг та архів, а також спустошено дві церкви на кладовищі. Біля північної сторони церковної огорожі були поховані кайзерівські жовніри, на могилі яких був поставлений гранітний камінь. У радянські часи протоєрей Іоан Невродський забрав цей камінь та заклав у відновлену церковну огорожу, щоб уникнути осквернення могил німецьких жовнірів радянськими органами влади, і також для того, щоб уникнути можливої шкоди церкві з їхнього боку.
Під польським часом церкву на кладовищі віддали католикам, а в церковній будівлі та колишньому будинку монастиря влаштували школу. Ружанський прихід увійшов до складу Поліської єпархії, яку очолював архієпископ Олександр (Іноземцев).
Під час німецької окупації у церкві діяв шпиталь-в'язниця. За царськими воротами на вівтарі був обладнаний операційний стіл. Священик Іоан Навродський організував постійне гаряче харчування для полонених та поранених червоноармійців, однак у 1942 році він був переселений з церковного будинку.
Після війни органи влади СРСР перетворили церковну хату на туристичну базу, а священика Іоана багаторазово викликали на допити в НКВД. Тільки після його смерті стало відомо, що за свої дії з порятунку поранених солдатів у 1941 році він був нагороджений орденом Червоної Зірки.
Влітку 1990 року розпочато ремонт храму, богослужіння в якому з невеликими перервами велися протягом усього існування радянського режиму. З 1992 року дія недільна школа, влаштовуються піші прощі в Жировичського монастир.

## Архітектура
Однонефовий, одновежовий храм з напівкруглою апсидою. Покритий двосхильним дахом, який під апсидою переходить у конусоподібний та закінчується голівкою. По обидва боки від місця з'єднання нефа і апсиди — ризниці з трисхильним дахом. Головний фасад прежставляє собою своєрідний щит майже квадратної форми та оздоблений шаровими пілястрами, нішами та фалангами.
Вежа-дзвіниця чотирикутна у перерізі. Раніше на ній розташовувалися дерев'яні скульптури Петра, Павла та Мойсея у людський ріст. Зняті в середині XIX століття після передачі храму православним з тієї причини, що за канонами православної церкви використовувати в оздобленні церков скульптури заборонено.
Інтер'єр зальний з люстровим склепінням. На склепінні зали та апсиди є фресковий розпис на тему Преображення Господнього, на конусі апсиди — композиція «Бог Саваоф» початку XX століття. На північній та південній стінах (біля іконостасу) — зображення апостолів Петра та Павла в медальйонах. Дерев'яні зображення ангелів були зняті у середині XIX століття після передачі храму православним.

## Настоятелі
- Протоєрей Гамалицький (1839 — кінець 1840-х)
- П. Круковський (початок 1850-х)
- Йосип Канчевський (середина — 2-а половина 1850-х)
- Петро Рафалович (кінець 1860-х — 1870-ті)
- Протоєрей Іларіон Дядевич (1873–1915)
- Протоєрей Іоан Семашко (1920–1921)
- Протоєрей Федір Іванцевич (1923–1937)
- Протоєрей Іоан Навродський (1 серпня 1937 — 2 вересня 1961)
- Протоєрей Всеволод Олехнович (1961–1987)
- Єрей Олексій Івашкевич (1987–1990)
- Єрей микола Савчук (12 липня 1990 — ?)
- Єрей Олександр Сень (наш час)

1. ↑  https://heritage.gov.by/catalog/petrapaulauskaia-tcarkva-rospis-skliapenniau